# کوه ورتینگتون (واشنگتن)
کوه ورتینگتون (به انگلیسی: Mount Worthington) یک کوه در ایالات متحده آمریکا است که در Buckhorn Wilderness واقع شده‌است. کوه ورتینگتون ۲٬۱۱۴٫۷۳ متر بالاتر از سطح دریا واقع شده‌است.